# Trond Nymark
Trond Nymark (Bergen, 28 december 1976) is een Noorse snelwandelaar. Hij deed driemaal mee met de Olympische Spelen en is meervoudig Noors kampioen op deze discipline.
Nymark vertegenwoordigde Noorwegen op de Olympische Spelen van 2004 in Athene op het onderdeel 50 km snelwandelen. Hier werd hij dertiende in 3:53.20. Zijn beste prestatie leverde hij in 2006 op de Wereldbekerwedstrijd 50 km snelwandelen in La Coruña. Hij finishte als tweede in een persoonlijk record van 3:41.30. Op de Wereldkampioenschappen atletiek 2009 behaalde hij de zilveren medaille achter de Rus Sergej Kirdjapkin.

## Titels
- Noors kampioen 10.000 m snelwandelen - 1997, 1998, 2005
- Noors kampioen 20 km snelwandelen - 1997, 2000, 2004
- Noors kampioen 50 km snelwandelen - 1998, 1999, 2004, 2005
- Nordic kampioen 20 km snelwandelen - 1996, 2005
- Nordic kampioen 35 km snelwandelen - 2002
- Nordic kampioen 50 km snelwandelen - 2004, 2005

## Persoonlijke records
Outdoor
| Onderdeel             | Prestatie | Datum             | Plaats    |
| --------------------- | --------- | ----------------- | --------- |
| 3000 m snelwandelen   | 11.46,5   | 12 september 2007 | Bergen    |
| 5000 m snelwandelen   | 19.40,1   | 24 september 2008 | Bergen    |
| 10 km snelwandelen    | 39.51     | 12 juni 2009      | Os        |
| 20.000 m snelwandelen | 1:22.52,4 | 2 juli 2004       | Bergen    |
| 20 km snelwandelen    | 1:22.56   | 11 mei 2002       | Os        |
| 30 km snelwandelen    | 2:12.56   | 2 april 2000      | Søfteland |
| 35 km snelwandelen    | 2:35.04   | 11 augustus 2012  | Londen    |
| 50 km snelwandelen    | 3:41.16   | 21 augustus 2009  | Berlijn   |

| Onderdeel           | Prestatie | Datum           | Plaats |
| ------------------- | --------- | --------------- | ------ |
| 3000 m snelwandelen | 11.54,3   | 8 februari 2009 | Bergen |
| 5000 m snelwandelen | 19.52,62  | 6 februari 2012 | Bergen |

## Prestaties
| Jaar | Wedstrijd         | Plaats        | Resultaat | Extra             |
| ---- | ----------------- | ------------- | --------- | ----------------- |
| 1997 | Wereldbeker       | Poděbrady     | 88e       | 20 km             |
| 1999 | Wereldbeker       | Mézidon-Canon | 39e       | 50 km             |
| 1999 | WK                | Sevilla       | DNF       | 50 km             |
| 2001 | WK                | Edmonton      | DNF       | 50 km             |
| 2002 | Wereldbeker       | Turijn        | 36e       | 20 km             |
| 2002 | EK                | München       | 5e        | 50 km             |
| 2003 | Wereldbeker       | Cheboksary    | 18e       | 20 km             |
| 2003 | WK                | Parijs        | 8e        | 50 km             |
| 2004 | Olympische Spelen | Athene        | 13e       | 50 km             |
| 2004 | Wereldbeker       | Naumburg      | 16e       | 50 km             |
| 2005 | WK                | Helsinki      | 4e        | 50 km             |
| 2006 | Wereldbeker       | La Coruña     | 2e        | 50 km, 3:41.30 PR |
| 2006 | EK                | Göteborg      | 4e        | 50 km             |
| 2007 | WK                | Osaka         | 8e        | 50 km             |
| 2008 | OS                | Peking        | DNF       | 50 km             |
| 2009 | WK                | Berlijn       | 2e        | 50 km, 3:41.16 NR |
| 2011 | WK                | Daegu         | 17e       | 50 km, 3:54.26    |
| 2012 | OS                | Londen        | 21e       | 50 km, 3:48.37    |